# Matsuri
Matsuri (jap. kanji 祭り, hiragana まつり), japanski popularni festivali. Pet glavnih su go-sekku: Jinjitsu, Jōmi, Tango, Tanabata i Chōyō. Matsuriji su u svezi s prakticiranjem vjere, premda skoro svi japanski festivali su odnosni također i ka godišnjim događajima (festivali nenchuu-gyōji), osim sajmova (ichi) koji se održavaju na točno određene nadnevke. Noviji matsuriji su "nacionalni festivali", zovu se matsuri kao i iskonski vjerski festivali. Bliži su nenchu-gyoujijima i bez su vjerskih obilježja. Trend je u današnjici da se svaki festival naziva matsurijem. U seoskim krajevima su matsuriji bili način samopotvrđivanja unutarnje povezanosti zajednice. Zasnivaju se na djelima u svezi s poljodjelstvom i štovanjem šintoističkih kamija. Ovisno o povijesnom razdoblju ili zemljopisnom području, mogu uključivati i elemente drugih vjera. Budizam se samo nadodao postojećim festivalima. Skupine mladeži ili udruge župljana (ujiko) zadužene su za organiziranje. Ostale vjere koje se ponegdje pojavljuju u matsurijima su taoizam ili konfucijanizam, npr. ommyōdōa. Sadržaj festivala su pjesme, plesovi, proslave, povorke i procesije u odjeći prikladne razdoblju.

## Vanjske poveznice
- 節句   Arhivirana inačica izvorne stranice od 5. listopada 2018. (Wayback Machine) - Asocijacija šintoističkih svetišta (神社本庁)